# Gråpannad duva
Gråpannad duva (Leptotila rufaxilla) är en fågel i familjen duvor inom ordningen duvfåglar.

## Utseende och läte
Gråpannad duva är en stor brunaktig duva med skära ben och ljusgrå panna. I flykten syns likt hos ljuspannad duva vita stjärthörn, dock mindre utbrett. Den skiljer sig i övrigt från denna art genom rött bar hud kring ögat, ej blå, och mer kontrasterande grå panna. Sången består av sorgsamma "hoop" som upprepas var femte till tionde sekund, framför allt på morgonen.

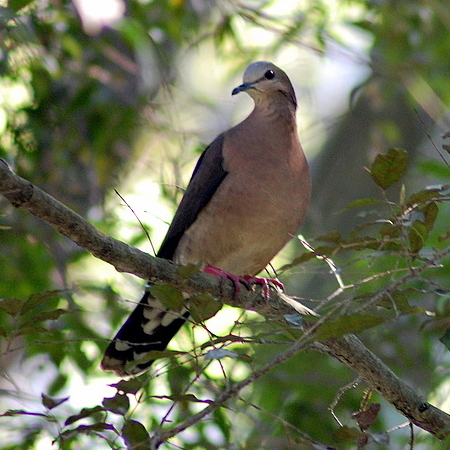

## Utbredning och systematik
Gråpannad duva förekommer i stora delar av norra och östra Sydamerika. Den delas in i sex underarter med följande utbredning:
- Leptotila rufaxilla rufaxilla – förekommer i Venezuela, Guyanaregionen och norra Brasilien (från Rio Madeira till norra Maranhão)
- Leptotila rufaxilla pallidipectus – förekommer i tropiska östra Colombia och angränsande västra Venezuela
- Leptotila rufaxilla dubusi – förekommer i sydöstra Colombia och östra Ecuador och på platåberg i Venezuela och Brasilien
- Leptotila rufaxilla hellmayri – förekommer i nordöstra Venezuela (Paria-halvön) och på Trinidad
- Leptotila rufaxilla bahiae – förekommer i centrala Brasilien (från södra Mato Grosso till Bahia)
- Leptotila rufaxilla reichenbachii – förekommer i Brasilien (från Mato Grosso till Espírito Santo), Paraguay och nordöstra Argentina

## Levnadssätt
Gråpannad duva hittas i en rad olika miljöer, som skogsbryn, tät ungskog och undervegetation i högväxt skog. Där lever den på marken och är ofta svår att få syn på, men kan ibland komma fram på stigar i början och slutet av dagen.

## Status och hot
Arten har ett stort utbredningsområde, men tros minska i antal, dock inte tillräckligt kraftigt för att den ska betraktas som hotad. Internationella naturvårdsunionen IUCN listar arten som livskraftig (LC).